# شهروز سخنوری
شهروز سخنوری معروف به الکس شهروند ایرانی بود که به جرم «قاچاق انسان» و «فحشا» در سحرگاه ۳۰ اردیبهشت ۱۴۰۲ در زندان رجایی‌شهر اعدام شد. دستگاه قضایی جمهوری اسلامی او را علاوه بر «قاچاق انسان» به جرم «تأسیس و اداره شبکه وسیع فساد و فحشا در سطح بین‌المللی» به «افساد فی‌الارض» محکوم کرد. سخنوری در ۲ مهر ۱۴۰۰ به اعدام محکوم شد.
سازمان حقوق بشر ایران در توییتی با اشاره به اتهام قاچاق انسان برای شهروز سخنوری نوشت: «این فرد به کارگران جنسی کمک می‌کرد که با میل و رضایت خود، برای کار به خارج از ایران بروند که با تعاریف حقوقی از قاچاق انسان، فاصله بسیار دارد.»